# Jairo Vélez
Jairo David Vélez Cedeño (El Carmen, 21 aprile 1995) è un calciatore ecuadoriano, attaccante dell'Universitario in prestito dall'U. César Vallejo.

## Caratteristiche tecniche
È un'ala destra che può essere impiegata anche come trequartista a supporto di una punta centrale.

## Carriera

### Club
Nel 2015 il Vélez Sarsfield lo cede in prestito all'Universidad Católica.

### Nazionale
Con la nazionale Under-20 ecuadoriana ha partecipato al campionato sudamericano Under-20 2015.